# Comissió dels Onze
La Comissió dels Onze fou la delegació encarregada d'elaborar un projecte d'Estatut d'Autonomia de les Illes Balears de 1983, en el marc de la Constitució Espanyola de 1978. Fou constituïda per iniciativa de Jeroni Albertí, president del Consell General Interinsular, el 3 de juliol de 1980. Era integrada per onze membres, designats per les forces polítiques amb representació en els consells insulars.
En formaren part, Rafel Gil Mendoza, Lluís Pinya, Joan Josep Ribas i Francesc Tutzó, per la Unió de Centre Democràtic (UCD); Gregori Mir i Félix Pons Irazazábal, pel Partit Socialista Obrer Espanyol; Damià Ferrà-Ponç, pel Partit Socialista de Mallorca; Andreu Murillo, pel Partit Socialista de Menorca; Ignasi Ribas Garau, pel Partit Comunista de les Illes Balears; Josep Cañellas Fons, per Aliança Popular, i Vicent Ferrer Castelló, pels Independents al Consell d'Eivissa i Formentera.
L'objectiu era aconseguir el màxim consens sobre el futur Estatut d'autonomia. Foren matèries particularment polèmiques la representació proporcional o paritària i la figura institucional dels consells insulars. Celebrà sessions, de periodicitat setmanal, a la seu del Consell General Interinsular, de Palma. No aconseguí el consens, que era la seva raó fonamental; i perdé la seva funcionalitat quan la crisi de la UCD i el cop d'estat del 23 de febrer de 1981 imposaren una girada radical en l'elaboració dels estatuts d'autonomia. La recerca del consens fou abandonada i substituïda pels acords entre la UCD i el PSOE.
Fou dissolta, per decisió de Jeroni Albertí, el 8 de maig de 1981. El 15 de juliol del mateix any, Jeroni Albertí (UCD) i Fèlix Pons (PSOE) arribaren a un acord sobre l'Estatut d'autonomia per a les Illes Balears. Així, fou constituïda l'Assemblea Mixta de Parlamentaris de Balears i Consellers, que impulsà l'elaboració de l'Estatut, per la via de l'article 143, aprovat per les Corts Generals el 1983. El 2003 va rebre la Medalla d'Or de la Comunitat Autònoma de les Illes Balears.